# 射水丘陵
射水丘陵（いみずきゅうりょう）は、富山県射水市、富山市、砺波市に跨る丘陵地帯である。稲作が盛んで、水源確保のためのため池が多い。また、丘陵北部一帯を太閤山といい、1960年代に太閤山ニュータウンとして整備された。

## 特徴
標高は射水市の領域内では10〜100m程度である。
射水丘陵の南端は明確ではないが、地質的には牛岳までが射水丘陵の地層の年代が一致している。南側に飛騨高地、北東部に呉羽丘陵と面している。
射水丘陵はかつての加賀藩と富山藩の境であり、猫坂峠などに関所が置かれていた。

## 自然
いわゆる里山地帯にあたり、間伐による二次林が中心である。

### 植生
2000〜2001年の調査によると特筆すべき種として丘陵北東部の三熊地区では、ミズスギ、ヤマトミクリ、ヒメミクリ、ミクリ、ササバモ、アギナシ、クログワイ、フトイ、ショウブ、ホシクサ、ノハナショウブ、シラン、エビネ、キンラン、カキラン、ホクリクムヨウラン、ヒトツボクロ、ジュンサイ、チダケサシ、ノアズキ、アゼオトギリ、リンドウ、センブリ、オミナエシ、キキョウ、オケラ、フジバカマ、ミヤコアザミ、南部の赤目谷地区ではノダイオウ、マダイオウなどが確認された。

### 哺乳類
2000年4月から2002年3月までの三熊地区および山田村（現富山市）における調査で6目11科17種を確認した。このうちツキノワグマ及びニホンカモシカは山地帯に生息する種で、近年平地へ分布拡大してきたと考えられる。

### 射水丘陵の山
- 牛岳、太閤山

### 射水丘陵の峠
- 猫坂峠

### 射水丘陵源流の川
- 新堀川、鍛治川

## 利用
土壌が肥沃なため古くから水田として利用されてきた。水源を確保するため、ため池が多く存在している。